# SDSS J001820.5−093939.2
Étoile de population II
Étoile chimiquement particulière
Géante rouge
SDSS J001820.5−093939.2 est une étoile de la constellation de la Baleine, située à 1 110 ± 10 a.l. (∼ 340 pc) de la Terre.